# São Romão de Aregos
São Romão de Aregos é uma povoação portuguesa do Município de Resende que foi sede da extinta Freguesia de São Romão de Aregos, freguesia que tinha 4,17 km² de área e 357 habitantes (2011). A sua densidade populacional era 85,6 hab/km².
A Freguesia de São Romão de Aregos foi extinta (agregada) pela última Reorganização administrativa do território das freguesias, de acordo com a Lei nº 11-A/2013 de 28 de Janeiro, tendo o seu território sido agregado ao da Freguesia de Anreade para constituir a União de Freguesias de Anreade e São Romão de Aregos com sede em Anreade.

## População
| População da freguesia de São Romão de Aregos | População da freguesia de São Romão de Aregos | População da freguesia de São Romão de Aregos | População da freguesia de São Romão de Aregos | População da freguesia de São Romão de Aregos | População da freguesia de São Romão de Aregos | População da freguesia de São Romão de Aregos | População da freguesia de São Romão de Aregos | População da freguesia de São Romão de Aregos | População da freguesia de São Romão de Aregos | População da freguesia de São Romão de Aregos | População da freguesia de São Romão de Aregos | População da freguesia de São Romão de Aregos | População da freguesia de São Romão de Aregos | População da freguesia de São Romão de Aregos |
| --------------------------------------------- | --------------------------------------------- | --------------------------------------------- | --------------------------------------------- | --------------------------------------------- | --------------------------------------------- | --------------------------------------------- | --------------------------------------------- | --------------------------------------------- | --------------------------------------------- | --------------------------------------------- | --------------------------------------------- | --------------------------------------------- | --------------------------------------------- | --------------------------------------------- |
| 1864                                          | 1878                                          | 1890                                          | 1900                                          | 1911                                          | 1920                                          | 1930                                          | 1940                                          | 1950                                          | 1960                                          | 1970                                          | 1981                                          | 1991                                          | 2001                                          | 2011                                          |
| 520                                           | 552                                           | 586                                           | 636                                           | 697                                           | 719                                           | 784                                           | 832                                           | 750                                           | 669                                           | 571                                           | 475                                           | 427                                           | 425                                           | 357                                           |

| Distribuição da População por Grupos Etários | Distribuição da População por Grupos Etários | Distribuição da População por Grupos Etários | Distribuição da População por Grupos Etários | Distribuição da População por Grupos Etários | Distribuição da População por Grupos Etários | Distribuição da População por Grupos Etários | Distribuição da População por Grupos Etários | Distribuição da População por Grupos Etários | Distribuição da População por Grupos Etários |
| -------------------------------------------- | -------------------------------------------- | -------------------------------------------- | -------------------------------------------- | -------------------------------------------- | -------------------------------------------- | -------------------------------------------- | -------------------------------------------- | -------------------------------------------- | -------------------------------------------- |
| Ano                                          | 0-14 Anos                                    | 15-24 Anos                                   | 25-64 Anos                                   | > 65 Anos                                    |                                              | 0-14 Anos                                    | 15-24 Anos                                   | 25-64 Anos                                   | > 65 Anos                                    |
| 2001                                         | 78                                           | 61                                           | 198                                          | 88                                           |                                              | 18,4%                                        | 14,4%                                        | 46,6%                                        | 20,7%                                        |
| 2011                                         | 58                                           | 37                                           | 165                                          | 97                                           |                                              | 16,2%                                        | 10,4%                                        | 46,2%                                        | 27,2%                                        |

Média do País no censo de 2001:  0/14 Anos-16,0%; 15/24 Anos-14,3%; 25/64 Anos-53,4%; 65 e mais Anos-16,4%
Média do País no censo de 2011:   0/14 Anos-14,9%; 15/24 Anos-10,9%; 25/64 Anos-55,2%; 65 e mais Anos-19,0%